# Primnoisis antarctica
Primnoisis antarctica är en korallart som först beskrevs av Studer 1879.  Primnoisis antarctica ingår i släktet Primnoisis och familjen Isididae.
Artens utbredningsområde är Södra Ishavet. Inga underarter finns listade i Catalogue of Life.